# Pétange Open 2012
Il Pétange Open 2012, noto anche come ATP Roller Open, è stato un torneo professionistico di tennis maschile giocato sul cemento indoor. È stata la 1ª edizione del torneo, facente parte dell'ATP Challenger Tour nell'ambito dell'ATP Challenger Tour 2012. Si è giocato a Pétange in Lussemburgo dal 10 al 16 settembre 2012.

## Partecipanti

### Teste di serie
| Nazionalità | Giocatore              | Ranking* | Testa di serie |
| ----------- | ---------------------- | -------- | -------------- |
| Lussemburgo | Gilles Müller          | 53       | 1              |
| Estonia     | Jürgen Zopp            | 80       | 2              |
| Lituania    | Ričardas Berankis      | 88       | 3              |
| Germania    | Tobias Kamke           | 88       | 4              |
| Francia     | Édouard Roger-Vasselin | 104      | 5              |
| Argentina   | Horacio Zeballos       | 108      | 6              |
| Francia     | Florent Serra          | 116      | 7              |
| Croazia     | Ivan Dodig             | 118      | 8              |

- 1 Ranking al 27 agosto 2012.

### Altri partecipanti
Giocatori che hanno ricevuto una wild card:
- Tobias Kamke
- Paul-Henri Mathieu
- Maciej Najfeld
- Ugo Nastasi

Giocatori che sono passati dalle qualificazioni:
- Gilles Kremer
- Jules Marie
- Elie Rousset
- Gauthier Stauffer

## Campioni

### Singolare
- Tobias Kamke ha battuto in finale  Paul-Henri Mathieu, 7–6(7), 6-4

### Doppio
- Christopher Kas /  Dick Norman hanno battuto in finale  Jamie Murray /  André Sá, 2-6, 6-2, [10-8]